# Андроник (пергамский посол)
Андроник (др.-греч. Αντίπατρος) — пергамский дипломат II века до н. э.

## Биография
В 156 году до н. э. началась война между правителем Пергама Атталом II и вифинским царём Прусием II. Аттал обратился за поддержкой к Риму, направив в качестве посла Андроника. Сначала в сенате отнеслись недоверчиво к словам пергамского посла, но затем изменили первоначально занятую позицию, узнав об истинном положении вещей в Малой Азии.
В 149 году до н. э. в Риме, по предположению Климова О. Ю. в качестве заложника, находился сын вифинского царя Никомед. Он должен был получить от сенаторов согласие на уменьшение контрибуции Пергаму. Но Андроник смог доказать, что причинённый в ходе войны ущерб превосходил всю сумму наложенного штрафа. Сопровождавший Никомеда приближённый Менас получил от Прусия тайный приказ убить царевича в том случае, если миссия окончится неудачей. Однако Менас и Никомед вошли в сговор, сумев привлечь на свою сторону Андроника. Пергамский дипломат со своими пятьюстами воинами приветствовал Никемеда как царя и обеспечил ему охрану по пути домой.
По замечанию Климова О. Ю., Андроник должен занимать видное положение при пергамском дворе, раз имел под своим началом столь большой воинский отряд и принял участие в заговоре, действуя на собственные страх и риск. Также исследователь обратил в этой связи внимание, что нередко в качестве послов Пергама выступали сами представители династии Атталидов.
Возможно, что именно в честь Андроника как человека, «имевшего при царе почётное положение и высшие почести», был принят один из городских декретов Пергама.